# Vojvodina Štajerska
Štájerska, vojvodina Svetorimskega cesarstva ter pozneje kronska dežela Habsburške monarhije, ki je obstajala do leta 1918.

## Zgodovina
Vojvodina Štajerska se je izoblikovala postopoma. Njeno jedro je bila Karantanska marka oz. Karantanska mejna grofija. Leta 1180 je bila povzdignjena v samostojno vojvodino. Razprostirala se je ob srednji Muri in Aniži.
Okoli leta 1000 se je od Koroške ločilo več grofij v porečju zgornje Mure in se pridružilo Karantanski marki. Leta 1147 se je pridružila tudi Dravska marka; Štajerska je bila nato leta 1180 povzdignjena v vojvodino. S tem so se tudi formalno prekinile vse dotedanje fevdalne povezave z vojvodinama Koroško in Bavarsko.
1254 je Štajerska na severo-zahodu izgubila Travensko krajino (nemško Traungau), ki je postala del kasnejše Gornje Avstrije, kmalu zatem pa na severo-vzhodu tudi grofijo Pitten, ki je postala del kasnejše Spodnje Avstrije.
V 12. in 13. stoletju sta si oblast nad Štajersko nekaj časa izmenjevali Ogrska in Češka, po smrti češkega kralja Otokarja II. pa je vojvodsko mesto vse do leta 1918 prevzela dinastija Habsburžanov. Za časa dednih delitev Habsburžanov v kasnejših stoletjih je bila Štajerska osrednji del Notranje Avstrije, skupaj s preostalimi zgodovinskimi slovenskimi deželami Koroško, Kranjsko in Goriško. 
Po propadu Avstro-Ogrske leta 1918 se je južni, slovensko govoreči del vojvodine Štajerske ob vojaškem posredovanju generala Maistra ločil od preostanka dežele in se priključil novoustanovljeni Kraljevini Srbov, Hrvatov in Slovencev. V novo državo se je tako vključila  Spodnja Štajerska, v Avstriji pa sta ostali Srednja in Zgornja Štajerska.

## Ime
Ime »Štajerska« je izpeljanka iz imena gradu Steyr (danes v Gornji Avstriji), ki so ga podedovali po grofih Wells-Lambach. Mesto Steyr je bilo v zgodnjem srednjem veku kot del Travenske krajine (Traungau) tesno povezano z vojvodino Štajersko. Na skupno zgodovino Steyra in Štajerske kaže tudi grb mesta, ki je identičen grbu vojvodine: srebrni panter na zelenem polju.

## Slovenci na Štajerskem nekoč in danes
Štajerska je bila kot del Karantanije že vsaj od 7. stoletja poseljena s predniki današnjih Slovencev. O razsežnosti zgodnje staro-slovenske poselitve na tem območju pričajo številna krajevna imena slovanskega izvora, ki jih najdemo tudi izven današnjih meja avstrijske zvezne dežele Štajerske, na Gornjem in Spodnjem Avstrijskem, Solnograjskem in Tirolskem. 
Imena krajev na danes nemško govorečem ozemlju Zgornje Štajerske, kot so Leoben (prva zapisana oblika Liupina), Schladming (prvi zapis Slaebnich, staroslovensko verjetno Slabnik, Slapnik ali Žlabnik), Zlatten (prvi zapis Zlatina, staroslovensko Slatina), Fressnitz (Breznica), Trieben (Trebnje),  Gradec ali Lipnica, zgovorno pričajo o prvotnih prebivalcih in njihovem jeziku. 
Pomenljiva so tudi poimenovanja gora in rek na Zgornjem Štajerskem, ki so v mnogih primerih slovanskega izvora: reke Ragnitz (prva zapisana oblika Recknitz, strsl. Raknica ali Rakovnica), Gößnitz (prvi zapis Gosnytz, strsl. Koznica), Laßnitz (prvi zapis Losnytz, strsl. Ložnica), Mixnitz (prvi zapis Muhsnitz, strsl. Močnica), Ponegg (prvi zapis Ponik, strsl. Ponik(va)), Irdning (prvi zapis Jedenich, strsl. Jed(l)nika) in gore Pleschaitz (prvi zapis Plessheutz, strsl. Plešivec), Mugelkuppe (iz staroslovanskega 'Mogyla', v pomenu gomila), Semmering (prvi zapis Semernic, strsl. Semernik, Zemernik ali Čemernik), Hoher Student (iz 'studen', mrzel), Hoch-Golling (strsl. Golnik), Grimming (prvi zapis Grimei, strsl. Grmnik ali Grbnik), Präbichl (prvi zapis mons Prepuhel, iz 'prepih', 'prepuhel') in Phyrn (prvi zapis Pirdine, strsl. Brdo, Brdina) so le nekateri od najbolj znanih primerov.
V obdobju velike nemške srednjeveške kolonizacije, ki je vrhunec dosegla v 13. in 14. stoletju, so se predvsem na območje zgornje Štajerske priseljevali kmetje iz Bavarske in drugih pokrajin Svetega rimskega cesarstva, kar je postopoma spreminjalo etnično sliko dežele. Nemška kolonizacija je potekala od severa proti jugu in najprej zajela predele Štajerske ob osrednji Aniži in Muri. Prvotni staro-slovenski prebivalci Zgornje Štajerske nad Gradcem so se tako pomešali z novimi sosedi nekako do sredine 15. stoletja, možno pa je, da so se v posameznih odmaknjenih dolinah staro-slovenske vasi ohranile tudi kasneje. Južni del Štajerske, za katerega se je uveljavilo ime Spodnja Štajerska in je v grobem zavzemal ozemlje južno od Gradca do meje s Hrvaško, Kranjsko in Ogrsko, je ostal - z izjemo nekaterih večjih mest, kjer je živela močna nemška manjšina, po jeziku, navadah in kulturi popolnoma slovenski. 
Sredi 19. stoletja, ob vzponu nacionalizma povsod po Evropi, so se zaostrili odnosi med slovensko in nemško govorečimi prebivalci Štajerske. Slovensko govoreči Štajerci so v tistem trenutku predstavljali okoli tretjino celotnega prebivalstva Štajerske, kar pa jim ni omogočalo, da bi v štajerskem deželnem parlamentu dosegli kakršenkoli napredek za svoje narodne interese. Večina poskusov slovenskih poslancev je bila v parlamentu bodisi blokirana bodisi preglasovana s strani nemško govoreče večine. Nemško prebivalstvo se svojih privilegijev v nemško govoreči Avstriji ni bilo pripravljeno odreči, zato je med Slovenci zaživela ideja o Zedinjeni Sloveniji kot posebni kronski deželi Avstro-Ogrske, v katero bi se slovenski Štajerci povezali skupaj z rojaki na Kranjskem, Koroškem, Goriškem in v Istri. Ker je ideja Zedinjene Slovenije neizogibno vključevala tudi odcepitev južnega dela Štajerske, v katere mestih (Celje, Maribor) je živela precejšnja nemška manjšina, so ji poslanci iz Zgornje in Srednje Štajerske ostro nasprotovali in jo poskušali blokirati, po drugi strani pa so tudi z vsemi možnimi ukrepi omejevali in zavirali politično in kulturno življenje Slovencev v okviru same Štajerske. Obojestranski napadi so postajali vedno ostrejši in nadaljevanje sožitja, v katerem sta oba naroda dežele živela skoraj 800 let, je postajalo nemogoče. Ob vseh siceršnjih nacionalnih spopadih so se nemško-nacionalistični krogi počutili tudi intelektualno in kulturno superiorni Slovencem in to večkrat javno oznanjali v svojih govorih in pamfletih, kar je le dolivalo olja na ogenj slovenski želji po samostojnosti. Napetosti med nemško in slovensko govorečimi Štajerci so se stopnjevale, pri čemer sta bili v stalnem žarišču predvsem dve večinsko nemško govoreči mesti, obkroženi s slovenskim podeželjem - Maribor in Celje. Leta 1895 je zaradi predlaganega načrta, da bi se na celjski gimnaziji uvedel pouk v slovenskem jeziku, padla celo avstrijska vlada. 
Leta 1880 so v Gradcu prvič v redno štetje prebivalstva uvedli kategorijo 'pogovorni jezik'. Po uradnih podatkih je takrat 96 odstotkov graškega prebivalstva kot svoj pogovorni jezik označilo nemščino. Delež slovensko govorečega prebivalstva, kot največje ne-nemško govoreče skupine, pa je uradno znašal 1,02 odstotka. Kljub dejstvu, da je bil Gradec prestolnica dvojezične dežele, v kateri je vsaj tretjina govorila slovensko in da samo mesto leži zelo blizu jezikovne meje, so bili rezultati štetja sprejeti kot točni. Po naknadnih raziskavah graškega prebivalstva tistega časa glede na kraj rojstva, pa je možno sklepati, da je bil v tistem času samo delež slovenskih priseljencev v mestu mnogo višji kot pa je bilo to razvidno iz rezultatov štetja. Razlog za relativno majhen odstotek slovensko govorečih v omenjenem štetju leži torej v dejstvu, da je le zelo majhen delež teh slovenskih priseljencev označil slovenščino kot svoj pogovorni jezik.
Na podlagi tovrstnih podatkov, ki niso povsem ustrezali dejanskemu stanju, se je ob koncu 19. stoletja uveljavil mit o Gradcu kot »zadnjem velikem nemškem mestu na jugo-vzhodu«, čigar misija naj bi bila predvsem nemško-nacionalna. Gradec je tako postal najradikalnejše mesto Avstrije, tako zaradi svojih liberalno-antiklerikalnih teženj, kot tudi zaradi zagrizenega nemškega nacionalizma. 
Potem, ko se je Gradec na tak način opredelil za nemštvo, se je slovensko politično življenje na Štajerskem osredotočilo predvsem na Maribor in Celje. Za časa 1. svetovne vojne so se nacionalistične strasti na Štajerskem umirile, saj so Slovenci v skupnem boju z nemško govorečimi Avstrijci videli odgovor na vedno glasnejše težnje Italije po slovenskem narodnostnem ozemlju na zahodu (Goriška, Trst, Istra). Takoj ob koncu 1. svetovne vojne, ko je postalo jasno, da bodo Slovenci izkoristili zgodovinsko priložnost in se ločili od Habsburške monarhije,  pa je na Štajerskem ponovno prišlo do nacionalnih trenj. Nemško govoreči Štajerci so poleg Zgornje in Srednje Štajerske, ki sta bili do takrat že popolnoma ponemčeni, za svojo novo državo Nemško Avstrijo (Deutsch Oesterreich) zahtevali tudi Maribor in celotno Dravsko dolino. Z vojaškim posredovanjem slovenskih čet pod poveljevanjem generala Maistra je slovenski strani uspelo obdržati nadzor v Mariboru in severnem delu Spodnje Štajerske, kar je ključno prispevalo k odločitvi mednarodnih sil, da se v okviru mirovne pogodbe ta ozemlja priključijo k novoustanovljeni Kraljevini SHS. Kljub uspešnemu boju za severno mejo pa je precejšnje število Slovencev ostalo na avstrijski strani Štajerske, kjer še danes živijo v obmejnih krajih  Lučane, Ivnik, Ernovž in drugih.